# Diagrama de Minkowski

transformação de Lorentz

O diagrama de Minkowski, em geral, é uma descrição gráfica de uma parte do espaço de Minkowski, geralmente onde o espaço foi reduzido a uma única dimensão. Ou seja, um diagrama de espaço-tempo que coloca um quadro móvel em um quadro estacionário para representar a transformação de Lorentz em um modelo geométrico. O diagrama foi desenvolvido em 1908 por Hermann Minkowski e fornece uma ilustração das propriedades do espaço e do tempo na teoria especial da relatividade.